# Superstar (film 1999)
(Tagline del film)
Superstar è un film comico del 1999 con Molly Shannon e Will Ferrell.

## Trama
Mary Catrine Gallagher è una ragazzina che ha sempre avuto un sogno nel cassetto, quello di diventare una Superstar. Vive con la Nonna che sta su una carrozzina. Quando va al college, in una scuola di preti e di suore, essendo un po' stravagante, viene messa in una classe di "persone speciali". È innamoratissima di Sky, il più bello della scuola che naturalmente sta con Evian la più bella. Un giorno le si pone la possibilità di diventare una Star perché, nel suo istituto, viene indetto questo concorso dove ogni alunno può presentare il proprio spettacolo e vincere una parte in un film a Hollywood. Comincia ad esercitarsi ma viene scoperta dalla nonna che le vieta di diventare famosa, affermando che lo spettacolo non paga ma per diventare veramente importante dovrebbe diventare un avvocato.
Una sera, colpita dai sensi di colpa per avere ferito i sentimenti della nipote, decide di spiegarle come in realtà sono morti i suoi genitori e decide di aiutarla a realizzare il suo sogno. Mary, insieme ai suoi compagni di classe compone questo ballettino grazie all'aiuto della nonna e si sente pronta per il grande giorno. Un altro sogno nel cassetto di Mary è quello di ricevere un bacio, come quelli nei film e naturalmente, il suo sogno nel cassetto è Sky Corrigan, ma un giorno conoscerà meglio un suo compagno di classe, Slater, (che si credeva fosse muto) e scoprendo che da bambino lei gli aveva salvato la vita tra i due nasce qualcosa di speciale.
La notte prima del ballo a Mary compare Dio sotto le sembianze di Sky che le dice cosa fare con Slater. L'indomani, al ballo le cose andranno nel modo migliore ma.....